# Когти (телесериал)
«Когти» (англ. Claws) — американский драматический телесериал, премьера которого состоялась на телеканале TNT 11 июня 2017 года.
12 июля 2017 года TNT продлил сериал на второй сезон.
1 октября 2019 года канал TNT объявил что продлевает сериал на четвертый и финальный сезон.

## Сюжет
Пять маникюрш из салона Nail Artisan в округе Мэнати, штат Флорида начинают отмывать деньги местной мафии.

## В ролях
- Ниси Нэш — Дэсна Симмс
- Кэрри Престон — Полли
- Джуди Рейес — Тихоня Энн
- Карруче Тран — Вирджиния Лок
- Дженн Лион — Дженнифер Хуссер
- Джек Кеси — Роллер Хуссер
- Кевин Ранкин — Брайс Хуссер
- Джейсон Антун — доктор Кен Брикман
- Гарольд Перрино — Дин Симмс
- Дин Норрис — Клэй Хуссер

## Производство
Первый сезон из десяти эпизодов был заказан 13 декабря 2016 года; изначально шоу разрабатывалось для HBO и представляло собой получасовую однокамерную комедию. Хотя действие сериала разворачивается в Пальметто, штат Флорида, он был преимущественно снят в Новом Орлеане.

## Отзывы критиков
Первый сезон «Когтей» получил в общем положительные отзывы критиков. На сайте-агрегаторе Rotten Tomatoes сериал держит 75% «свежести», что основано на 24-х отзывах. На Metacritic сериал получил 63 балла из ста на основе 19-ти «в целом положительных» рецензий. Журнал Variety описал шоу как эстетически привлекательное, однако со слабыми сюжетными линиями. TNT выпустили первый промо-ролик для премьеры 3-го сезона для Claws.